# Stenoeciteit
Stenoeciteit (ook nichegetal of ecologische kieskeurigheidsgetal genoemd) is een gecombineerde maat, voor de Nederlandse flora berekend op grond van een zevental abiotische milieuvariabelen, voor de tolerantie van een soort voor meerdere milieufactoren tegelijk. Hoe lager de waarde, hoe kieskeuriger is de soort. Het kan gaan om plantensoorten, maar ook om diersoorten.
Als soorten voor de belangrijkste abiotische milieufactoren een grote tolerantie hebben, spreekt men van euryoeke soorten of ubiquisten, maar als de toleranties klein zijn worden het stenoeke soorten of specialisten genoemd. Voorbeelden van  ubiquisten onder de planten zijn grote brandnetel (Urtica dioica) en bezemkruiskruid (Senecio inaequidens), die langs autosnelwegen wordt aangetroffen. Onder de dieren is de nachtvlinder de grote meelmot (Pyralis farinalis) een goed voorbeeld.

## Toepassingen
Bij het terreinbeheer wordt gebruik gemaakt van de kennis van de kieskeurigheid van soorten. Hoe meer kieskeurige soorten er zijn, hoe groter de kans dat ook zeldzame en bedreigde soorten het goed zullen volhouden. De kieskeurige soorten hebben vooral bescherming nodig. Met de stenoeciteit-maat kunnen de effecten van klimaatverandering of de gevolgen van beheermaatregelen worden ingeschat. Ook kan worden aangegeven wanneer een plant de kans loopt uit te sterven.